# Francisco de Goya
Francisco José de Goya y Lucientes (n. 30 martie 1746, Fuendetodos, Aragon, Spania – d. 16 aprilie 1828, Bordeaux, Franța) a fost un important pictor și creator de gravuri spaniol, la răspântia secolelor al XVIII-lea și al XIX-lea.
La un secol după Velázquez și cu un secol înainte de Picasso, Goya este punct de referință pentru două veacuri de pictură spaniolă. Ani de-a rândul Goya a fost artistul curții regale, la fel ca și mulți alți pictori ai secolului al XVIII-lea. Ar fi rămas probabil creator al unei picturi liniștite, echilibrate, dacă nu s-ar fi îmbolnăvit grav, pierzându-și auzul.
Surzenia îl izolează de lume și îl eliberează de convenția picturii oficiale. La aproape cincizeci de ani, Goya pornește într-o incursiune în străfundurile misterioase și zbuciumate ale sufletului omenesc. Ochiul lui sarcastic, demascator, romantic, dar necruțător, nu iartă pe nimeni.

## Viața și opera
Francisco de Goya s-a născut la 30 martie 1746 la Fuendetodos, un mic sat în Aragon, în nordul Spaniei. Curând familia se va stabili la Zaragoza - capitala provinciei Aragon. Goya urmează școala la iezuiți, după care intră ca ucenic în atelierul pictorului José Luzán Martinez, la care își va exersa arta desenului copiind gravuri. În 1763, încearcă să se înscrie în Academia Regală San Fernando din Madrid, dar este respins. Își continuă formația artistică sub îndrumarea lui Francisco Bayeu pentru ca, în 1773, să se căsătorească cu Josefa, sora mai mică a maestrului său. Goya va mai încerca încă o dată să fie primit în Academia San Fernando în anul 1766, dar va fi din nou respins (în 1795, culmea ironiei, va fi numit director al acestei instituții!).
Pe la sfârșitul anului 1769, Goya pleacă la Roma, unde va rămâne până în iunie 1771. În Italia obține o bursă din partea Academiei din Parma, care îl impulsionează să-și continue munca artistică, astfel că, la întoarcerea în Spania, Goya deține deja certificatul de maestru. Se stabilește la Zaragoza și decorează palatul Sobradiel, pictează o frescă pe bolta micului prezbiteriu al catedralei El Pilar, realizează un ciclu de tablouri pentru călugării de la Aula Dei.

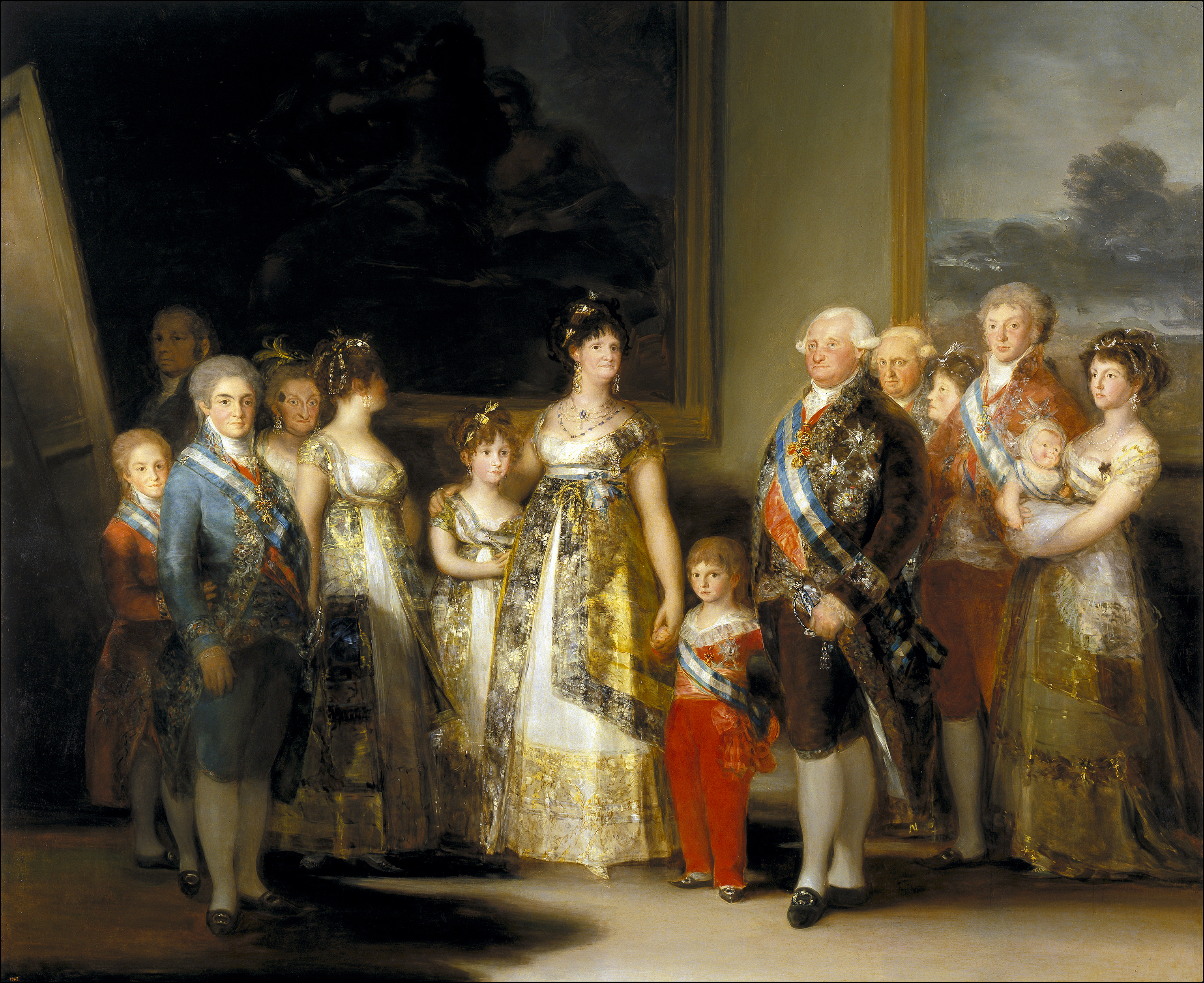
Francesco de Goya: Familia lui Carol al IV-lea, 1800-1801 - Museo del Prado, Madrid

### Pictor al Curții Regale
Din 1774, Goya face parte din echipa de pictori care, la Madrid - sub conducerea lui Francisco Bayeu - pregăteau proiectele de goblenuri destinate palatelor regale de la Madrid și Escorial. În scurtă vreme, începe însă să picteze după propriile sale idei. Astfel, în anul 1781 pictează altarul bisericii San Francesco el Grande din Madrid. După ce în 1783 pictează portretul contelui Floridablanca, acesta îl introduce în sferele cele mai înalte și îl prezintă tânărului frate al regelui, Don Luis, care îi solicită pictorului executarea portretului familiei sale. Începând din anul 1785, Goya va fi preferatul principelui Osuna, care îi comandă mai multe lucrări, devenind, alături de rege, cel mai mare mecenat al artistului. Recunoașterea oficială va veni în anul 1786, când devine pictor al Curții Regale, cu o rentă de 15.000 reali pe an. În 1788, noul rege al Spaniei, Carol al IV-lea, îl menține pe Goya în funcția dobândită.
În anul 1792, artistul se îmbolnăvește de o maladie care ne este necunoscută. După convalescența petrecută în Andaluzia, se întoarce la Madrid, dar este și rămâne surd. Boala a influențat starea fizică și psihică a pictorului, care se reflectă în arta lui: aceasta câștigă în forță interioară și devine expresivă, răpitoare. Abia acum se naște adevăratul geniu al lui Goya.
În anul 1795, Goya o cunoaște pe Ducesa de Alba. Frumoasa doamnă, care rămăsese văduvă, îl invită la reședința ei din Andaluzia, la Sanlácar, situată în apropiere de Cadiz. Ducesa se dovedește totuși inconstantă în sentimente, și idila nu durează mult. Creațiile lui Goya din această perioadă dovedesc un ascuțit spirit critic până la malițiozitate, cu penelul său își va bate joc de toată lumea, chiar și de persoanele regale. O dovadă în acest sens fiind de pildă celebrul tablou Portret al familiei lui Carol al IV-lea, realizat în anii 1800-1801. Artistul privește monarhia spaniolă cu un ochi lucid. Scriitorul american Ernest Hemingway exclamă la vederea tabloului: "Pe fiecare din aceste chipuri Goya a imprimat disprețul pe care îl nutrește pentru ei. Trebuie să fii geniu pentru a-l putea convinge de contrariu pe rege, prea prost de altfel pentru a observa că pictorul curții îl condamnă în ochii întregii lumi". Într-adevăr artistul expune pregnant vanitatea și mediocritatea persoanelor portretizate.

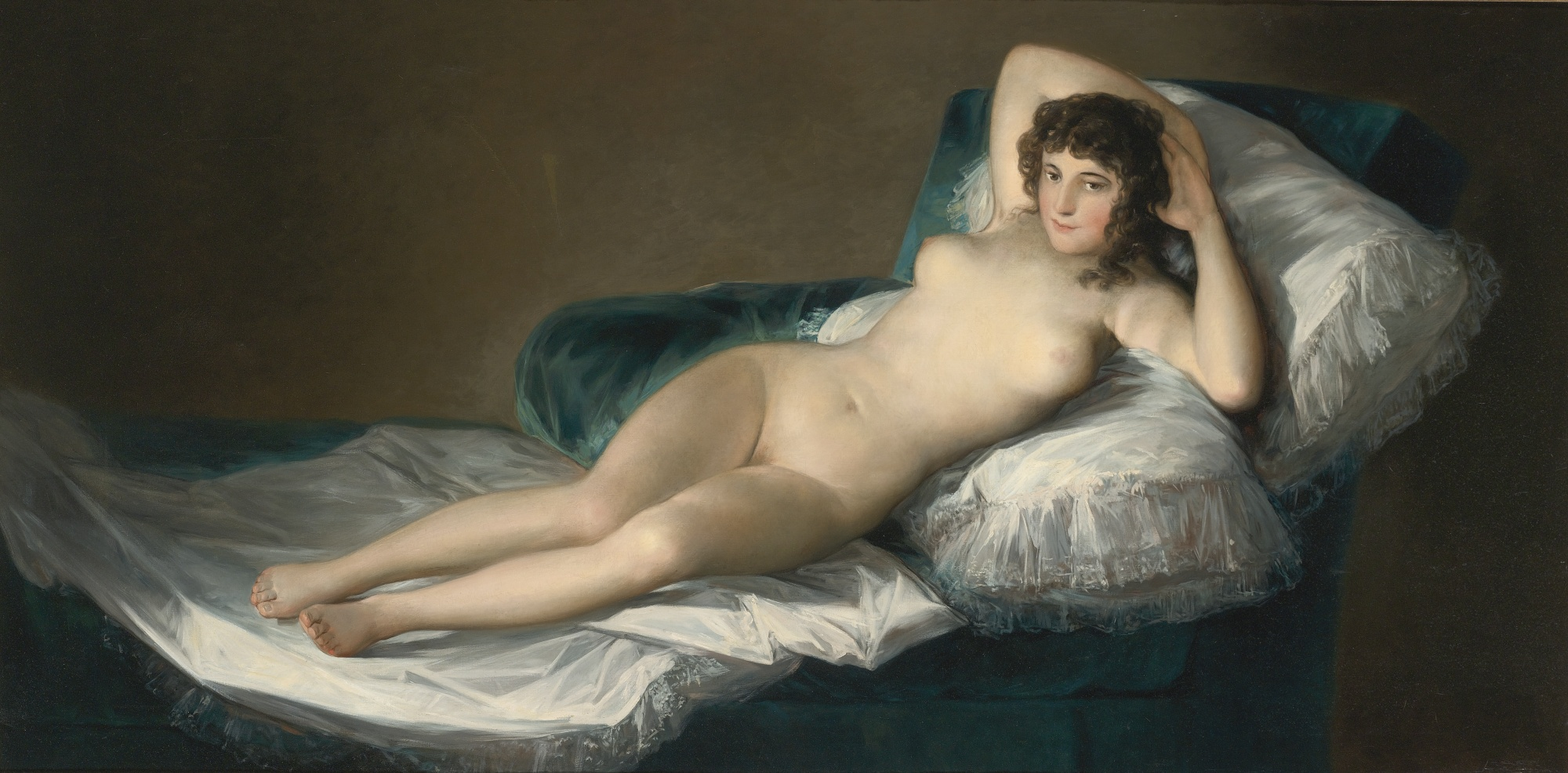
Maja goală, 1799-1800 - Museo del Prado, Madrid

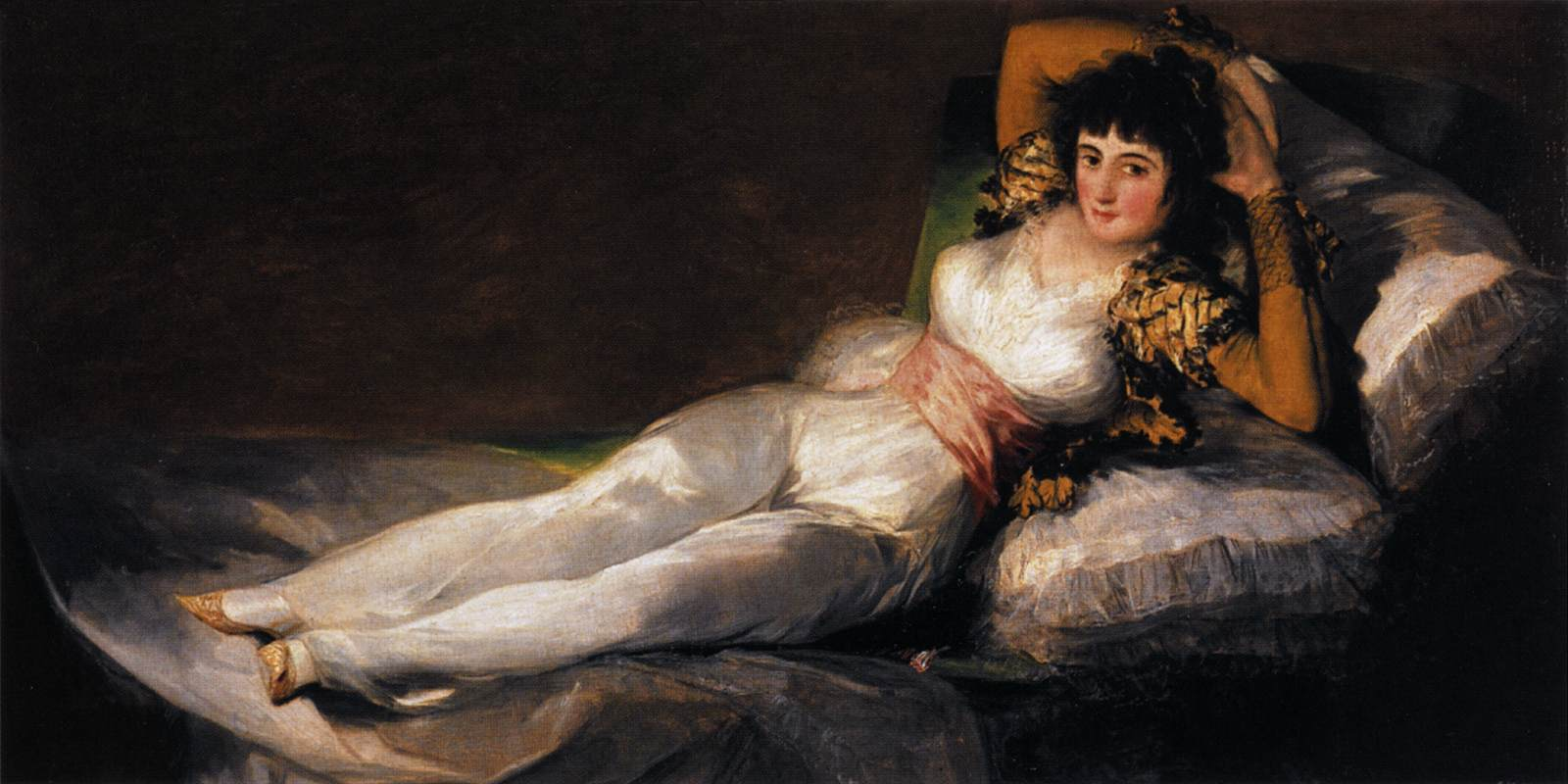
Maja înveșmântată, 1800-1803 - Museo del Prado, Madrid

În îndatoririle sale de stat, dar și în cele conjugale, regele este înlocuit de Manuel Godoy, tânărul și ambițiosul său premier. Pentru acest om infatuat, urât de poporul spaniol care îl numește măcelar ("chorizero"), Goya pictează celebrele tablouri La Maja Desnuda ("Maja dezbrăcată", 1799 - 1800) și La Maja Vestida ("Maja îmbrăcată", 1800 - 1803). Maja Desnuda este unul din rarele nuduri din pictura spaniolă și totodată unul din cele mai renumite. Spre deosebire de Venus la oglindă a lui Velázquez, Goya prezintă goliciunea în mod fățiș, aproape provocator. Senzualitatea clară și direct simțită nu poate lăsa privitorul indiferent. Tocmai din acest motiv Godoy comandă o doua pânză mai convențională, de aceleași dimensiuni, care prezintă o Maja îmbrăcată, și acoperă cu ea tabloul cu Maja dezbrăcată. Șiretlicul a fost descoperit și în anul 1813 și Inchiziția îi confiscă ambele tablouri. Identitatea persoanei pictate a fost înconjurată de o aură de legende, multă vreme s-a spus că artistului i-a servit de model chiar Ducesa de Alba, modificând evident fizionomia, frumosul cap al femeii dând impresia că a fost lipit de trup, ca și cum Goya ar fi pictat trupul iubitei în așa fel, încât să nu poată fi recunoscut de alți ochi. Probabil lui Goya i-a servit drept model una dintre metresele lui Godoy, legendele însă au o viață lungă.

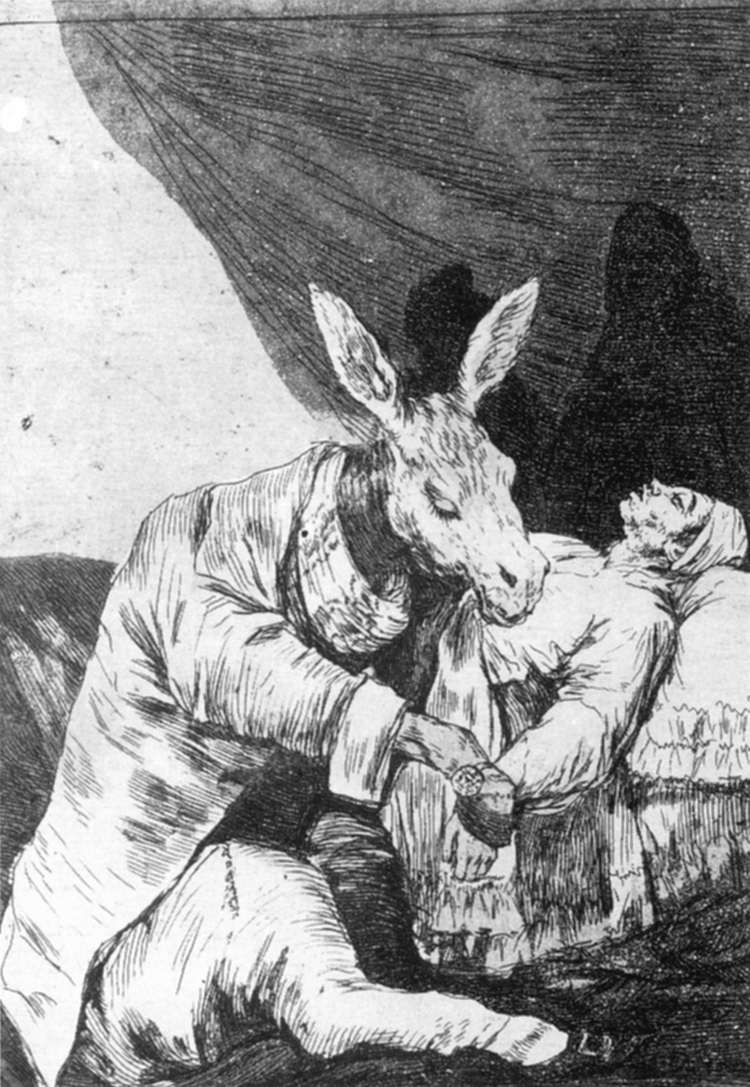
Din ce cauză voi muri ?, gravură din ciclul Los Caprichos, 1797-1799

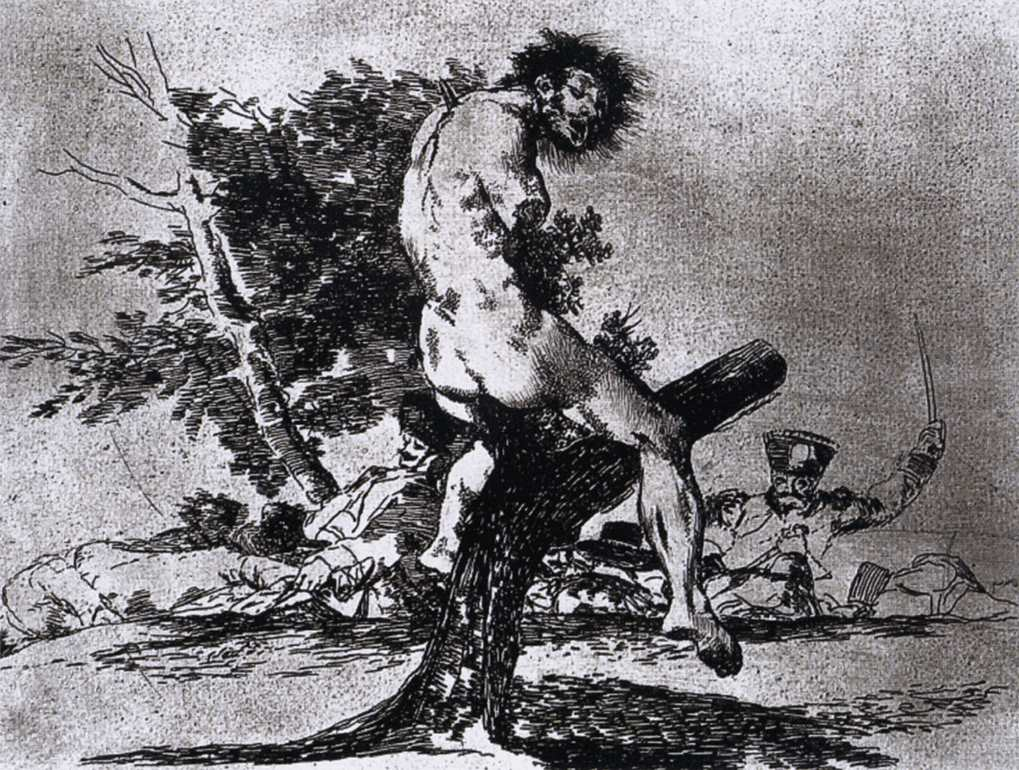
Ăsta-i cel mai rău!, gravură din ciclul Los desastres de la guerra, 1810-1815

În afara tablourilor executate la comandă, pictorul realizează și gravuri pe cicluri tematice. În "Los Caprichos" ("Capriciile", 1797-1799) - într-un număr de optzeci de gravuri - artistul prezintă fantasme care prind viață când rațiunea adoarme și voința omului este guvernată de prostie, mârșăvie, durere sau dorințe neînfrânate. În anii 1810 - 1815 urmează un al doilea ciclu, "Los desastres de la guerra" ("Ororile războiului"), în perioada războiului cu Franța napoleoniană și a înăbușirii sângeroase a revoltei populației din Madrid. Represiunea răsculaților va face obiectul a două tablouri celebre: 2 mai 1808 - Masacrul de la Madrid, (1814) și 3 mai 1808 - Împușcarea revoltaților madrileni, (1814).

### Bătrânețe neliniștită
La sfârșitul anului 1807, după ce armatele franceze ocupă Spania, împăratul Napoleon așează pe tronul Spaniei pe fratele său Joseph. La fel ca mulți contemporani din toată Europa, Goya a crezut la început că domnia lui Napoleon va duce la răspândirea ideilor revoluționare și la democratizarea Spaniei. Aceste speranțe sunt șterse de războiul care va dura până în anul 1814, până în momentul retragerii trupelor franceze. După întoarcerea la tron a regelui Ferdinand al VII-lea, artistul trebuie să demonstreze că în timpul guvernării franceze a rămas fidel coroanei spaniole. Ultima lucrare care i-a fost comandată de rege- un tablou destinat catedralei din Sevilla - va fi executată în anul 1817.

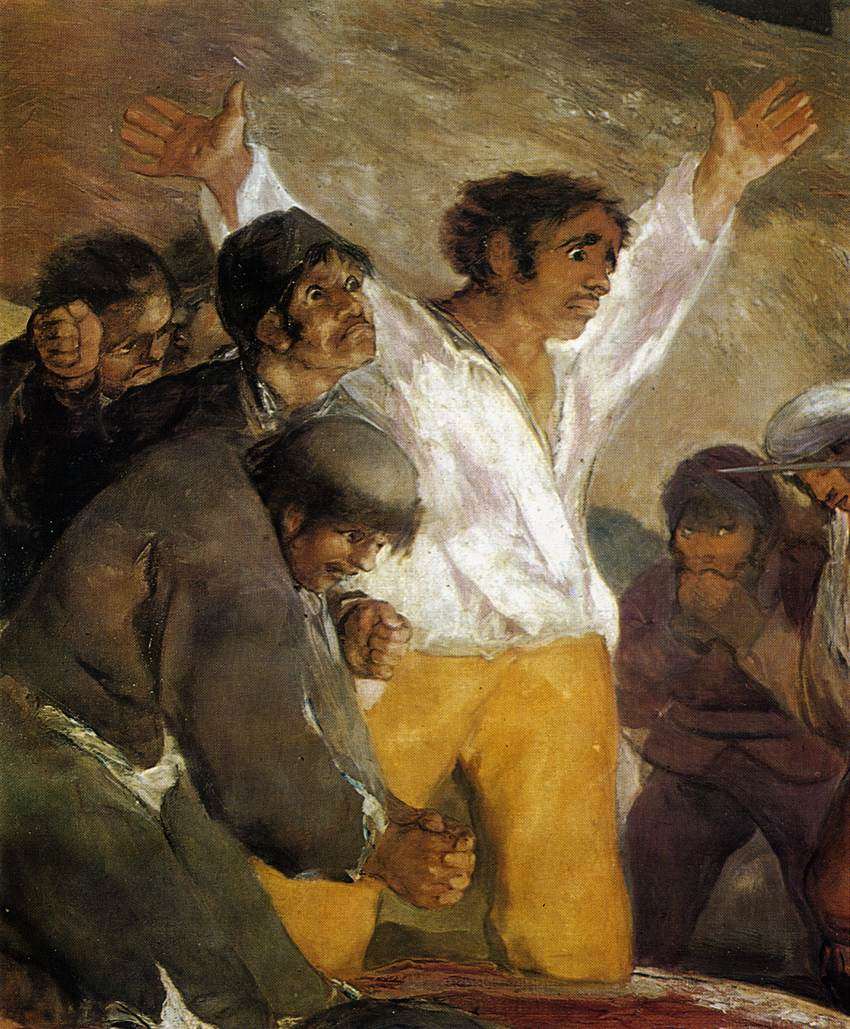
Francisco de Goya: 3 mai 1808 - Împușcarea revoltaților madrileni (Detaliu), 1814, Museo del Prado, Madrid

Pe 20 iunie 1819 moare soția pictorului, Josefa. Un an mai târziu, se va muta lângă Madrid, unde își cumpără o casă, pe care o va denumi cu umor negru "Quinta del Sordo" ("Casa Surdului"), însoțit de Leocadia Weiss, devenită tovarășă de viață după moartea Josefei. Artistul trăiește izolat de lume, stilul său devine grav, satira din tabloul Bătrânele (sau Hasta la Muerte, 1808 - 1810) capătă trăsături macabre într-un ciclu (1821 - 1823) de paisprezece scene înfiorătoare: "Doi bătrâni mâncând supă", "Saturn devorându-și copiii" etc., care produc o impresie extraordinar de deprimantă, adeseori de-a dreptul insuportabilă. În creația lui, drumurile artei și ale frumuseții s-au separat, temele pictate necesitau alte categorii estetice, incluzând și "urâtul". Privirea artistului transformă oroarea realității în opere pline de dramatism și cruzime.

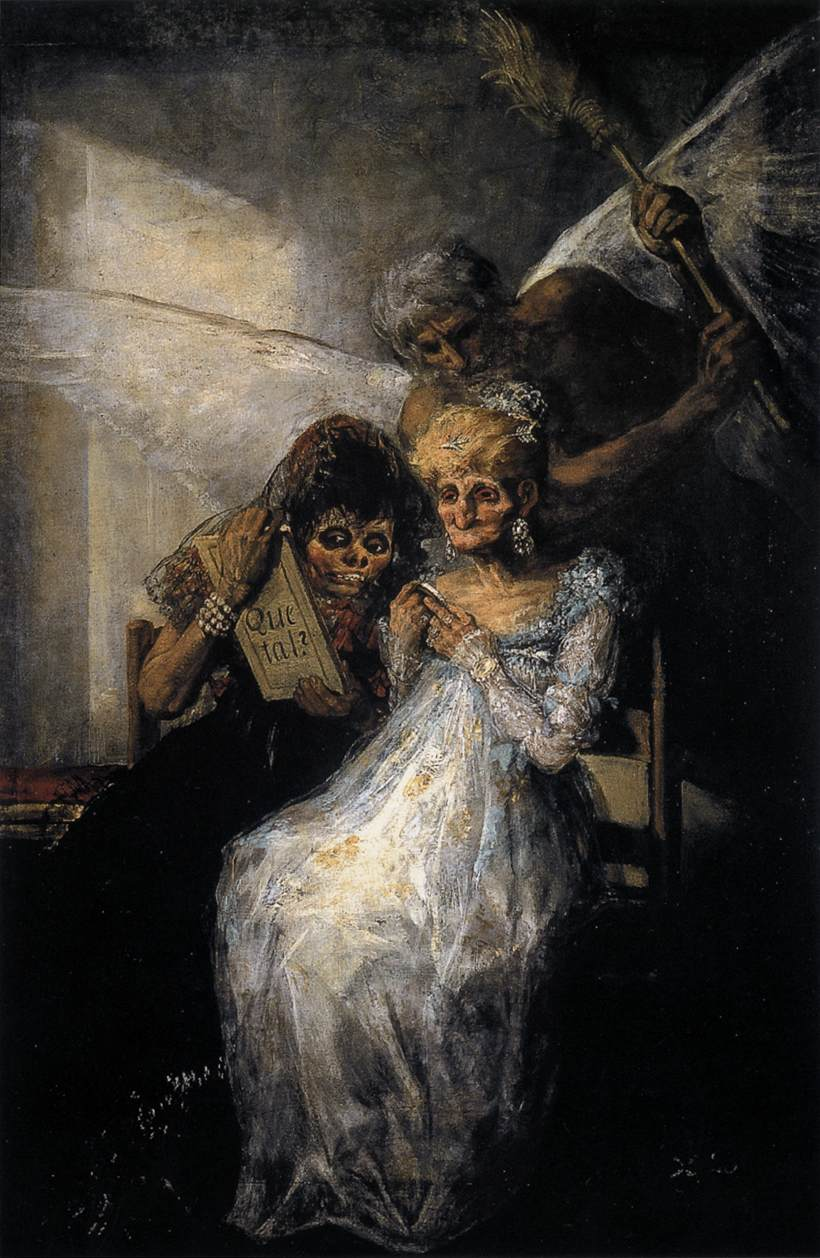
Francisco de Goya: Bătrânele sau Timpul ("Hasta la Muerte"), 1808-1810 - Musée de Beaux-Arts, Lille

În anul 1823, Ferdinand al VII-lea le cere francezilor ajutor armat pentru a înăbuși revoluția care izbucnise la Madrid. În 1824, Goya pleacă la Plombières-les-Bains, o stațiune din munții Vosgi. După o lună în care vizitează Parisul, se stabilește la Bordeaux. Faptul că se găsea în străinătate nu îi slăbește forța de creație. Goya pictează scene de coridă, portrete ("Lăptăreasa din Bordeaux", 1827), realizează miniaturi. În primăvara anului 1825 se îmbolnăvește, trei ani mai târziu, pe 16 aprilie 1828, moare la Bordeaux. Rămășițele artistului vor reveni în Spania, la sfârșitul primului război mondial.
De la Francisco de Goya ne rămâne și cunoscuta expresie „Somnul rațiunii naște monștri.”

## Aprecieri critice
„Pentru a putea să-și dezvolte geniul, a trebuit să riște ca arta lui să înceteze să mai placă.” — André Malraux
„În mormântul lui Goya se odihnește vechea artă spaniolă, universul pierdut pentru totdeauna al toreadorilor, majos și manolas, universul călugărițelor, contrabandiștilor, bandiților și vrăjitoarelor, întregul folclor bogat al peninsulei.” — Théophile Gautier
„Tot ceea ce îi datorează arta modernă a rămas în deplină opoziție cu pictura academică și neoclasicistă a epocii.” — Pierre Gassier